# Rizal Memorial Stadium
Rizal Memorial Track and Football Stadium, znany po prostu jako Rizal Memorial Stadium - stadion narodowy na Filipinach. Służył jako główny stadion Igrzysk Azjatyckich 1954 i Igrzysk Południowoazjatyckich trzy razy. Przed jego remontem w 2011 stadion został poważnie uszkodzony i nie nadawał się do rozgrywek międzynarodowych. Mieści się w Manili, w dzielnicy Malate. Wybudowany w 1934. Mieści 30 000 osób.
Stadion jest także oficjalnym domem narodowej narodowej piłkarskiej reprezentacji.